# Irene (musikgrupp)
Irene är ett indiepopband från Göteborg. Bandet bildades 2005 och hade snart sin första livespelning. Mot slutet av året hade bandet växt till en oktett, med Tobias Isaksson som bandets musikaliska fokus. Kort därefter kontrakterades gruppen av Labrador.
Gruppen debutalbum Apple Bay kom ut 2006. Turnerande i England, Frankrike, Spanien och Tyskland följde året efter. Samma år utkom även gruppens andra studioalbum Long Gone Since Last Summer.
Gruppen har spelat in ett tredje album, men när eller om detta kommer att ges ut är oklart. På sin Myspace-sida skriver man att bandet är "vilande".

## Diskografi

### Album
- 2006 - Apple Bay
- 2007 - Long Gone Since Last Summer

### Singlar
- 2006 - Little Things (That Tear Us Apart)
- 2006 - Baby I Love Your Way

### Fotnoter
1. 1 2  ”Irene”. Labrador Records. Arkiverad från originalet den 10 februari 2012. https://web.archive.org/web/20120210124346/http://www.labrador.se/artists/irene.php3. Läst 21 februari 2012.
2. ↑  ”Irene”. Myspace. http://www.myspace.com/ireneswe. Läst 21 februari 2012.